# Olimpiada Informatyczna
Olimpiada Informatyczna – przedmiotowa olimpiada szkolna z zakresu informatyki, powołana 10 grudnia 1993 przez Instytut Informatyki Uniwersytetu Wrocławskiego. Olimpiada organizowana jest corocznie od 1993 i skierowana do uczniów szkół średnich, choć mogą brać w niej udział także młodsi uczniowie. Zadania polegają na napisaniu programu komputerowego rozwiązującego określony problem algorytmiczny ukryty w treści podanego zadania.
W zadaniach określona jest relacja pomiędzy danymi wejściowymi a danymi wyjściowymi. Zawodnik musi opracować taki algorytm, by ta relacja została zachowana dla wszystkich danych z przedziałów określonych w zadaniu. Opracowany algorytm musi zostać zaimplementowany w jednym z dwóch języków programowania: C++ lub Pythonie. Od 2018 roku Olimpiada Informatyczna wycofała wsparcie dla C oraz Pascala. Jako efekt końcowy zawodnik udostępnia kod źródłowy swojego programu.
Organizatorzy dokonują sprawdzenia zadania w kilku krokach wykorzystując sprawdzaczkę: System Informatyczny Olimpiady (SIO). Najpierw kod zostaje skompilowany, po czym sprawdzana zostaje poprawność działania programu na zbiorze danych testowych. W zależności od poprawności oraz czasu wykonania w zależności od poszczególnych danych testowych przez program zostaje on odpowiednio oceniony.
Sprawozdania z przebiegu pierwszych 23 edycji konkursu dostępne są do pobrania ze strony internetowej Olimpiady Informatycznej.
Odpowiednikiem Olimpiady dla uczniów szkół podstawowych jest Olimpiada Informatyczna Juniorów.

## Przebieg
Całe zawody podzielone są na 3 etapy:
- Etap pierwszy jest rozgrywany zdalnie. Uczestnicy rozwiązują zadania w domu. Rozwiązania są przesłane przez Internet lub zwykłą pocztą.
- Etap drugi (okręgowy) jest rozgrywany w warunkach kontrolowanej samodzielności. Do tego etapu przechodzą osoby, które najlepiej wykonały zadania z pierwszego etapu. Zawodnicy rozwiązują zadania przez 5 godzin, każdego z dwóch dni zawodów.
- Etap trzeci (finałowy) jest rozgrywany w warunkach kontrolowanej samodzielności w jednym miejscu. Do trzeciego etapu przechodzi około 80-100 osób, które najlepiej wykonały zadania z II etapu. Zawodnicy, którzy dostali się do trzeciego etapu otrzymują tytuł finalistów, mają zapewnione miejsce na niemalże wszystkich uczelniach w Polsce na kierunkach informatycznych i pokrewnych bez potrzeby zdawania egzaminu. Czołowi zawodnicy III etapu otrzymują tytuł laureata. Spośród nich wyłaniana jest reprezentacja na Międzynarodową Olimpiadę Informatyczną i inne zawody międzynarodowe. Tytuł finalisty lub laureata Olimpiady Informatycznej zapewnia wynik 100% na maturze z informatyki[8].

## Zwycięzcy[9]
| Olimpiada           | Imię i nazwisko              | Szkoła                                     | Opiekunowie naukowi |
| ------------------- | ---------------------------- | ------------------------------------------ | --- |
| I OI 1993/1994      | Michał Wala                  | I LO im. J. Kasprowicza w Raciborzu        | |
| II OI 1994/1995     | Marcin Sawicki               | II LO im. St. Batorego w Warszawie         | |
| III OI 1995/1996    | Andrzej Gąsienica-Samek      | XIV LO im. S. Staszica w Warszawie         | Małgorzata Rostkowska |
| IV OI 1996/1997     | Tomasz Waleń                 | LO im. T. Kościuszki w Ziębicach           | |
| V OI 1997/1998      | Andrzej Gąsienica-Samek      | XIV LO im. S. Staszica w Warszawie         | Jan Gąsienica-Samek |
| VI OI 1998/1999     | Andrzej Gąsienica-Samek      | XIV LO im. S. Staszica w Warszawie         | Jan Gąsienica-Samek |
| VII OI 1999/2000    | Tomasz Czajka                | LO im. KEN w Stalowej Woli                 | Klemens Czajka |
| VIII OI 2000/2001   | Paweł Parys                  | LO im. St. Staszica w Tarnowskich Górach   | Ryszard Parys |
| IX OI 2001/2002     | Paweł Parys                  | LO im. St. Staszica w Tarnowskich Górach   | |
| X OI 2002/2003      | Marcin Michalski             | III LO im. Marynarki Wojennej RP w Gdyni   | Ryszard Szubartowski |
| XI OI 2003/2004     | Bartłomiej Romański          | XIV LO im. S. Staszica w Warszawie         | Piotr Dybicz |
| XII OI 2004/2005    | Filip Wolski                 | III LO im. Marynarki Wojennej RP w Gdyni   | Ryszard Szubartowski |
| XIII OI 2005/2006   | Filip Wolski                 | III LO im. Marynarki Wojennej RP w Gdyni   | Ryszard Szubartowski |
| XIV OI 2006/2007    | Tomasz Kulczyński            | VI LO im. J. i J. Śniadeckich w Bydgoszczy | Iwona Waszkiewicz |
| XV OI 2007/2008     | Jarosław Błasiok             | VIII LO w Katowicach                       | Krzysztof Błasiok |
| XVI OI 2008/2009    | Tomasz Kociumaka             | V LO w Gliwicach                           | Jarosław Błasiok |
| XVII OI 2009/2010   | Adrian Jaskółka (ex-aequo)   | I LO im. A. Mickiewicza w Białymstoku      | Ireneusz Bujnowski |
| XVII OI 2009/2010   | Jan Kanty Milczek (ex-aequo) | III LO im. Marynarki Wojennej RP w Gdyni   | Ryszard Szubartowski |
| XVIII OI 2010/2011  | Jan Kanty Milczek            | III LO im. Marynarki Wojennej RP w Gdyni   | Ryszard Szubartowski |
| XIX OI 2011/2012    | Karol Farbiś                 | VI LO im. J. Kochanowskiego w Radomiu      | Marcin Andrychowicz, Mirosław Mortka |
| XX OI 2012/2013     | Błażej Magnowski             | III LO im. Marynarki Wojennej RP w Gdyni   | Ryszard Szubartowski |
| XXI OI 2013/2014    | Jarosław Kwiecień            | Zespół Szkół nr 14 we Wrocławiu            | Bartłomiej Dudek, Wiktor Janas, Karol Konaszyński, Bartosz Kostka, Dawid Matla, Rafał Nowak, Karol Pokorski, Damian Rusak, Damian Straszak, Tomasz Syposz |
| XXII OI 2014/2015   | Przemysław Jakub Kozłowski   | I LO im. A. Mickiewicza w Białymstoku      | Iwona Bujnowska, Ireneusz Bujnowski, Jacek Tomasiewicz |
| XXIII OI 2015/2016  | Jarosław Kwiecień            | Zespół Szkół nr 14 we Wrocławiu            | Bartłomiej Dudek, Bartosz Kostka, Karol Pokorski |
| XXIV OI 2016/2017   | Mariusz Trela                | V LO im. A. Witkowskiego w Krakowie        | Lech Duraj, Michał Glapa, Wiktor Kuropatwa |
| XXV OI 2017/2018    | Anadi Agrawal                | Zespół Szkół nr 14 we Wrocławiu            | Bartosz Kostka, Jarosław Kwiecień |
| XXVI OI 2018/2019   | Marek Skiba                  | I LO im. S. Staszica w Lublinie            | Mirosław Pietrzycki |
| XXVII OI 2019/2020  | Jonasz Aleszkiewicz          | XIV LO im. S. Staszica w Warszawie         | |
| XXVIII OI 2020/2021 | Antoni Buraczewski           | III LO im. A. Mickiewicza we Wrocławiu     | |
| XXIX OI 2021/2022   | Jan Strzeszyński             | XIV LO im. S. Staszica w Warszawie         | |
| XXX OI 2022/2023    | Antoni Buraczewski           | III LO im. A. Mickiewicza we Wrocławiu     | |
| XXXI OI 2023/2024   | Adam Gąsienica-Samek         | XIV LO im. S. Staszica w Warszawie         | |

## Osiągnięcia międzynarodowe[40]
Spośród osób, które osiągnęły najwyższe wyniki na Olimpiadzie Informatycznej, wybierani są reprezentanci do konkursów międzynarodowych.

### Międzynarodowa Olimpiada Informatyczna (IOI)
Do 2018 roku Polacy zdobyli 109 medali na Międzynarodowej Olimpiadzie Informatycznej: 40 złotych, 39 srebrnych oraz 30 brązowych. Dwa razy także Polacy stali na najwyższym miejscu podium tej olimpiady:
- XVIII IOI, 2006 – zwycięzcą Filip Wolski
- XIX IOI, 2007 – zwycięzcą Tomasz Kulczyński

Poniższa tabela przedstawia reprezentacje Polski razem z wynikami na poszczególnych olimpiadach.
| Olimpiada                                                       | Reprezentacja | Druga reprezentacja                                                                  | Liderzy reprezentacji | Administracja | Pozostali                                                                                   |
| --------------------------------------------------------------- | --- | ------------------------------------------------------------------------------------ | --- | --- | ------------------------------------------------------------------------------------------- |
| IOI 1989 (Pravetz, Bułgaria)                                    | - Aleksander Kaczmarski - Krzysztof Stencel - Sławomir Lasota                                                                                      |                                                                                      | - Stanisław Waligórski (lider delegacji) - Andrzej Walat (zastępca lidera)                                                                            | - Stanisław Waligórski (członek IC) |                                                                                             |
| IOI 1990 (Mińsk, Związek Socjalistycznych Republik Radzieckich) | - Jacek Chrząszcz (srebrny medal) - Rafał Bogacz (brązowy medal)                                                                                   |                                                                                      | - Stanisław Waligórski (lider delegacji) | |                                                                                             |
| IOI 1991 (Ateny, Grecja)                                        | - Jacek Chrząszcz (srebrny medal) - Jacek Pliszka (brązowy medal) - Jakub Kruszona (złoty medal)                                                   |                                                                                      | - Stanisław Waligórski (lider delegacji) | |                                                                                             |
| IOI 1992 (Bonn, Niemcy)                                         | - Jacek Pliszka (brązowy medal) - Rafał Bogacz (brązowy medal) - Tomasz Błaszczyk - Tomasz Śmigielski (srebrny medal)                              |                                                                                      | - Stanisław Waligórski (lider delegacji) - Andrzej Walat (zastępca lidera)                                                                            | |                                                                                             |
| IOI 1993 (Mendoza, Argentyna)                                   | - Grzegorz Jakacki (brązowy medal) - Tomasz Błaszczyk (srebrny medal)                                                                              |                                                                                      | - Stanisław Waligórski (lider delegacji) - Andrzej Walat (zastępca lidera)                                                                            | |                                                                                             |
| IOI 1994 (Haninge, Szwecja)                                     | - Jakub Pawlewicz (brązowy medal) - Krzysztof Sobusiak (srebrny medal) - Marek Stocki (brązowy medal) - Michał Wala (brązowy medal)                |                                                                                      | - Stanisław Waligórski (lider delegacji) - Andrzej Walat (zastępca lidera)                                                                            | |                                                                                             |
| IOI 1995 (Eindhoven, Holandia)                                  | - Jakub Pawlewicz (srebrny medal) - Marcin Sawicki (brązowy medal) - Mikolaj Gawron (brązowy medal) - Piotr Zieliński (srebrny medal)              |                                                                                      | - Stanisław Waligórski (lider delegacji) - Krzysztof Stencel (zastępca lidera)                                                                        | |                                                                                             |
| IOI 1996 (Veszprém, Węgry)                                      | - Adam Borowski (brązowy medal) - Andrzej Gąsienica-Samek (srebrny medal) - Jakub Pawlewicz (złoty medal) - Piotr Zieliński (złoty medal)          |                                                                                      | - Stanisław Waligórski (lider delegacji) - Krzysztof Diks (zastępca lidera)                                                                           | | - Piotr Chrząstowski-Wachtel (obserwator)                                                   |
| IOI 1997 (Kapsztad, Południowa Afryka)                          | - Andrzej Gąsienica-Samek (złoty medal) - Piotr Sankowski (brązowy medal) - Piotr Zieliński (złoty medal) - Tomasz Waleń (brązowy medal)           |                                                                                      | - Krzysztof Diks (lider delegacji) - Andrzej Walat (zastępca lidera)                                                                                  | - Stanisław Waligórski (członek IC) | - Pelagia Waligórska (gość)                                                                 |
| IOI 1998 (Setúbal, Portugalia)                                  | - Andrzej Gąsienica-Samek (złoty medal) - Eryk Kopczyński (złoty medal) - Paweł Wolff (złoty medal) - Tomasz Czajka (srebrny medal)                |                                                                                      | - Krzysztof Diks (lider delegacji) - Andrzej Walat (zastępca lidera)                                                                                  | - Stanisław Waligórski (członek IC) | - Tadeusz Kuran (gość)                                                                      |
| IOI 1999 (Antalya-Belek, Turcja)                                | - Andrzej Gąsienica-Samek (złoty medal) - Krzysztof Onak (brązowy medal) - Marcin Meinardi (srebrny medal) - Michał Nowakiewicz (srebrny medal)    |                                                                                      | - Krzysztof Diks (lider delegacji) - Marcin Kubica (zastępca lidera)                                                                                  | - Stanisław Waligórski (członek IC) |                                                                                             |
| IOI 2000 (Pekin, Chińska Republika Ludowa)                      | - Grzegorz Stelmaszek - Krzysztof Onak (złoty medal) - Tomasz Czajka (złoty medal) - Tomasz Malesinski (srebrny medal)                             |                                                                                      | - Krzysztof Diks (lider delegacji) - Marcin Kubica (zastępca lidera)                                                                                  | - Stanisław Waligórski (członek IC) |                                                                                             |
| IOI 2001 (Tampere, Finlandia)                                   | - Karol Cwalina (brązowy medal) - Mateusz Kwaśnicki (srebrny medal) - Paweł Parys (srebrny medal) - Tomasz Malesinski (złoty medal)                |                                                                                      | - Krzysztof Diks (lider delegacji) - Marcin Kubica (zastępca lidera)                                                                                  | | - Stanisław Waligórski (gość)                                                               |
| IOI 2002 (Yongin, Korea Południowa)                             | - Bartosz Walczak (srebrny medal) - Karol Cwalina (srebrny medal) - Marcin Michalski (brązowy medal) - Paweł Parys (złoty medal)                   |                                                                                      | - Marcin Kubica (lider delegacji) - Tomasz Waleń (zastępca lidera)                                                                                    | - Krzysztof Diks (członek IC) | - Stanisław Waligórski (gość)                                                               |
| IOI 2003 (Kenosha, Stany Zjednoczone)                           | - Bartosz Walczak (złoty medal) - Filip Wolski (złoty medal) - Marcin Michalski (srebrny medal) - Michal Brzozowski (brązowy medal)                |                                                                                      | - Marcin Kubica (lider delegacji) - Tomasz Waleń (zastępca lidera)                                                                                    | - Krzysztof Diks (członek IC) | - Krzysztof Ciebiera (obserwator) - Tadeusz Kuran (obserwator)                              |
| IOI 2004 (Ateny, Grecja)                                        | - Bartłomiej Romański (złoty medal) - Filip Wolski (złoty medal) - Jakub Łącki (srebrny medal) - Tomasz Kuras (brązowy medal)                      |                                                                                      | - Przemysława Kanarek (lider delegacji) - Tomasz Waleń (zastępca lidera)                                                                              | - Krzysztof Diks (członek IC) - Krzysztof Ciebiera (członek ISC) - Krzysztof Stencel (członek ISC) - Marcin Kubica (członek ISC)              | - Piotr Chrząstowski-Wachtel (obserwator)                                                   |
| IOI 2005 (Nowy Sącz, Polska)                                    | - Adam Gawarkiewicz (srebrny medal) - Daniel Czajka (brązowy medal) - Filip Wolski (złoty medal) - Tomasz Kulczyński (srebrny medal)               | - Andrzej Grzywocz - Jakub Łącki - Marcin Skotniczny - Piotr Szmigiel - Piotr Świgoń | - Marcin Mucha (lider delegacji) - Tomasz Czajka (lider delegacji) - Michał Bartoszkiewicz (zastępca lidera) - Ryszard Szubartowski (zastępca lidera) | - Krzysztof Diks (przewodniczący konkursu) - Krzysztof Ciebiera (członek ISC) - Krzysztof Stencel (członek ISC) - Marcin Kubica (członek ISC) |                                                                                             |
| IOI 2006 (Mérida, Meksyk)                                       | - Filip Wolski (1. miejsce, złoty medal) - Jakub Kallas (złoty medal) - Marcin Andrychowicz (złoty medal) - Michał Pilipczuk (srebrny medal)       |                                                                                      | - Krzysztof Stencel (lider delegacji) - Tomasz Waleń (zastępca lidera)                                                                                | - Krzysztof Diks (członek IC) - Marcin Kubica (członek ISC)                                                                                   | - Piotr Chrząstowski-Wachtel (gość) - Tadeusz Kuran (gość)                                  |
| IOI 2007 (Zagrzeb, Chorwacja)                                   | - Jakub Kallas (brązowy medal) - Marcin Andrychowicz (złoty medal) - Marcin Kurczych (brązowy medal) - Tomasz Kulczyński (1. miejsce, złoty medal) |                                                                                      | - Marcin Kubica (lider delegacji) - Tomasz Waleń (zastępca lidera)                                                                                    | - Krzysztof Diks (członek IC) | - Paweł Idziak (obserwator) - Przemysława Kanarek (obserwator) - Tadeusz Kuran (obserwator) |
| IOI 2008 (Kair, Egipt)                                          | - Jarosław Błasiok (złoty medal) - Maciej Klimek (srebrny medal) - Marcin Andrychowicz (złoty medal) - Marcin Kościelnicki (złoty medal)           |                                                                                      | - Jakub Radoszewski (lider delegacji) - Tomasz Kulczyński (zastępca lidera)                                                                           | - Marcin Kubica (członek ISC) |                                                                                             |
| IOI 2009 (Plovdiv, Bułgaria)                                    | - Adam Karczmarz (srebrny medal) - Jakub Pachocki (srebrny medal) - Jarosław Błasiok (złoty medal) - Tomasz Kociumaka (złoty medal)                |                                                                                      | - Jakub Radoszewski (lider delegacji) - Tomasz Kulczyński (zastępca lidera)                                                                           | - Marcin Kubica (członek ISC) |                                                                                             |
| IOI 2010 (Waterloo, Kanada)                                     | - Adrian Jaskółka (złoty medal) - Anna Piekarska (srebrny medal) - Igor Adamski (brązowy medal) - Jan Kanty Milczek (srebrny medal)                |                                                                                      | - Jakub Radoszewski (lider delegacji) - Tomasz Kulczyński (zastępca lidera)                                                                           | - Marcin Kubica (członek ISC) |                                                                                             |
| IOI 2011 (Pattaya, Tajlandia)                                   | - Jan Kanty Milczek (złoty medal) - Krzysztof Leszczyński (brązowy medal) - Piotr Karol Bejda (złoty medal) - Łukasz Jocz (srebrny medal)          |                                                                                      | - Paweł Idziak (lider delegacji) - Jakub Łącki (zastępca lidera)                                                                                      | | - Tadeusz Kuran (gość)                                                                      |
| IOI 2012 (Sirmione/Montichiari, Włochy)                         | - Bartłomiej Dudek (srebrny medal) - Karol Farbiś (złoty medal) - Wiktor Kuropatwa (srebrny medal) - Wojciech Nadara (srebrny medal)               |                                                                                      | - Jakub Radoszewski (lider delegacji) - Jakub Łącki (zastępca lidera)                                                                                 | |                                                                                             |
| IOI 2013 (Brisbane, Australia)                                  | - Błażej Magnowski (brązowy medal) - Krzysztof Pszeniczny (srebrny medal) - Marek Sommer (srebrny medal) - Stanisław Dobrowolski (brązowy medal)   |                                                                                      | - Jakub Radoszewski (lider delegacji) - Jakub Łącki (zastępca lidera)                                                                                 | |                                                                                             |
| IOI 2014 (Tajpej, Tajwan)                                       | - Albert Citko (brązowy medal) - Jarosław Kwiecień (złoty medal) - Michał Glapa (srebrny medal) - Stanisław Barzowski (brązowy medal)              |                                                                                      | - Jakub Radoszewski (lider delegacji) - Krzysztof Diks (zastępca lidera)                                                                              | - Jakub Łącki (członek ISC) |                                                                                             |
| IOI 2015 (Ałmaty, Kazachstan)                                   | - Jarosław Kwiecień (złoty medal) - Konrad Paluszek (srebrny medal) - Maciej Hołubowicz (srebrny medal) - Przemysław Kozłowski (srebrny medal)     |                                                                                      | - Krzysztof Diks (lider delegacji) - Lech Duraj (zastępca lidera)                                                                                     | - Jakub Łącki (członek ISC) | - Judyta Łącka (gość) - Eryk Kopczyński (zaproszony gość)                                   |
| IOI 2016 (Kazań, Rosja)                                         | - Jarosław Kwiecień (złoty medal) - Juliusz Pham (srebrny medal) - Mateusz Radecki (złoty medal) - Paweł Burzyński (brązowy medal)                 |                                                                                      | - Jakub Radoszewski (lider delegacji) - Bartosz Kostka (zastępca lidera)                                                                              | - Jakub Łącki (członek ISC) |                                                                                             |
| IOI 2017 (Teheran, Iran)                                        | - Anadi Agrawal (złoty medal) - Jan Olkowski (brązowy medal) - Mariusz Trela (złoty medal) - Stanisław Strzelecki (srebrny medal)                  |                                                                                      | - Piotr Chrząstowski-Wachtel (lider delegacji) - Karol Pokorski (zastępca lidera)                                                                     | - Jakub Łącki (członek ISC) | - Judyta Łącka (gość)                                                                       |
| IOI 2018 (Tsukuba, Japonia)                                     | - Anadi Agrawal (złoty medal) - Dawid Jamka (brązowy medal) - Kacper Kluk (srebrny medal) - Mariusz Trela (złoty medal)                            |                                                                                      | - Piotr Chrząstowski-Wachtel (lider delegacji) - Bartosz Kostka (zastępca lidera)                                                                     | - Jakub Łącki (członek ISC) | - Krzysztof Maziarz (zaproszony gość) - Tomasz Idziaszek (zaproszony gość)                  |
| IOI 2019 (Baku, Azerbejdżan)                                    | - Mieszko Grodzicki (srebrny medal) - Marek Skiba (brązowy medal) - Mikołaj Stępiński (finalista) - Jakub Wasilewski (srebrny medal)               |                                                                                      | - Piotr Chrząstowski-Wachtel (lider delegacji) - Paweł Gawrychowski (zastępca lidera)                                                                 | - Jakub Łącki (członek ISC) | - Bartosz Kostka (zaproszony gość)                                                          |

### Olimpiada Informatyczna Krajów Europy Środkowej(CEOI)
Do 2018 roku odbyło się 25 edycji Olimpiady Informatycznej Krajów Europy Środkowej. Polacy zdobyli w niej 32 złote medale, 38 srebrnych oraz 30 brązowych medali. Dodatkowo 11 razy Polacy byli zwycięzcami CEOI.
- CEOI 1996 – zwycięzcą Adam Borowski
- CEOI 1998 – zwycięzcą Andrzej Gąsienica-Samek
- CEOI 1999 – zwycięzcą Andrzej Gąsienica-Samek
- CEOI 2001 – zwycięzcą Paweł Parys
- CEOI 2003 – zwycięzcą Bartosz Walczak
- CEOI 2006 – zwycięzcą Filip Wolski
- CEOI 2010 – zwyciężczynią Anna Piekarska
- CEOI 2011 – zwycięzcą Krzysztof Pszeniczny
- CEOI 2015 – zwycięzcą Przemysław Jakub Kozłowski
- CEOI 2017 – zwycięzcą Anadi Agrawal
- CEOI 2018 – zwycięzcą Mariusz Trela[42]

### Bałtycka Olimpiada Informatyczna(BOI)
Do 2019 roku odbyło się 25 edycji Bałtyckiej Olimpiady Informatycznej. Polacy zdobyli w niej 50 złotych, 48 srebrnych oraz 25 brązowych medale, a 12 razy zostawali zwycięzcami BOI.
- BOI 1997 – zwycięzcą Tomasz Waleń
- BOI 1999 – zwycięzcą Andrzej Gąsienica-Samek
- BOI 2003 – zwycięzcą Bartosz Walczak
- BOI 2004 – zwycięzcą Filip Wolski
- BOI 2005 – zwycięzcą Filip Wolski
- BOI 2006 – zwycięzcą Tomasz Kulczyński
- BOI 2008 – największą liczbę punktów zdobył startujący w drugiej (nieoficjalnej) drużynie polskiej Jakub Pachocki
- BOI 2009 – zwycięzcą Jakub Pachocki
- BOI 2011 – zwycięzcą Mateusz Gołębiewski
- BOI 2012 – zwycięzcą Krzysztof Pszeniczny
- BOI 2014 – zwycięzcą Jarosław Kwiecień
- BOI 2015 – zwycięzcą Artur Puzio
- BOI 2016 – zwycięzcą Mariusz Trela[43]

### Inne konkursy
Laureaci olimpiady osiągali później sukcesy w konkursach na poziomie akademickim (ACM ICPC) oraz innych otwartych konkursach programistycznych o charakterze algorytmicznym, takich jak: Google Code Jam, Internet Problem Solving Contest, TopCoder, Codechef i innych.

## Komitet główny[40]
Poniższa lista przedstawia obecnych i byłych członków Komitetu Głównego Olimpiady Informatycznej. W nawiasach przedstawione są edycje Olimpiady, w których byli oni członkami tegoż komitetu.
- Szymon Acedański (XV-obecnie)
- Jacek Błażewicz (I-III)
- Piotr Chrząstowski-Wachtel (I-V, XIII-obecnie)
- Wojciech Coplak (II-III)
- Zbigniew Czech (VII-obecnie)
- Jerzy Dałek (I-XII)
- Krzysztof Diks (II-obecnie)
- Piotr Formanowicz (XVI-obecnie)
- Paweł Gawrychowski (XXV-obecnie)
- Paweł Idziak (X-obecnie)
- Tomasz Idziaszek (XXI-obecnie)
- Przemysława Kanarek (IV-XXIV)
- Barbara Klunder (XVI-XVIII)
- Krystyna Kominek (I-III)
- Monika Kozłowska Zając (IV-obecnie)
- Marcin Kubica (II-obecnie)
- Tadeusz Kuran (I-obecnie)
- Anna Beata Kwiatkowska (XI-obecnie)
- Krzysztof Loryś (IV-obecnie)
- Jan Madey (I-obecnie)
- Andrzej W. Mostowski (I-III)
- Jerzy Nawrocki (XIII-XV)
- Jakub Radoszewski (XV-obecnie)
- Wojciech Rytter (I-obecnie)
- Mirosława Skowrońska (X-XV)
- Krzysztof Stencel (IV-obecnie)
- Maciej M. Sysło (I-obecnie)
- Maciej Ślusarek (VII-obecnie)
- Krzysztof J. Święcicki (I-obecnie)
- Andrzej Walat (I-XV)
- Tomasz Waleń (X-obecnie)
- Stanisław Waligórski (I-XX)
- Szymon Wąsik (XXI-obecnie)
- Bolesław Wojdyło (I-IX)